# Dibujos de Google

Dibujos de Google (en inglés, Google Drawings) es un software de creación de diagramas que se incluye como parte del conjunto gratuito de Google Docs Editors basado en la web que ofrece Google. Dibujos de Google está disponible como aplicación web y como aplicación de escritorio en Chrome OS de Google. La aplicación permite a los usuarios crear y editar diagramas de flujo, organigramas, esquemas de sitios web, mapas mentales, mapa conceptual y otros tipos de diagramas en línea mientras colaboran con otros usuarios en tiempo real.
Permite importar imágenes desde la computadora o desde la Web, así como insertar formas, flechas, garabatos y texto desde plantillas predefinidas. Los objetos se pueden mover, cambiar de tamaño y rotar. El software también permite la edición básica de imágenes, incluido el recorte, la aplicación de máscaras y la adición de bordes. Otras características incluyen el diseño de dibujos con precisión con guías de alineación, ajuste a la cuadrícula y distribución automática. A diferencia de muchos de los otros programas de la suite de editores de Documentos de Google, Dibujos de Google no tiene su propio hogar dedicado, ya que al visitar la URL de Google Drawings se crea un nuevo documento.
Los dibujos se pueden insertar en otros documentos, hojas de cálculo o presentaciones de Google. También pueden publicarse en línea como imágenes o descargarse en formatos estándar como JPEG, SVG, PNG o PDF.

## Historia
Dibujos de Google se introdujo originalmente el 12 de abril de 2010 como dibujos de documentos de Google. El 1 de agosto de 2011, Google anunció que los usuarios podrían copiar y pegar elementos gráficos entre diferentes dibujos de Google.
El 7 de enero de 2019, Google agregó incrustaciones de archivos de dibujos de Google a documentos de Google.